# جزیره گراهام (مدیترانه)
جزیره گراهام (به ایتالیایی: Isola Ferdinandea) یک کوه و جزیره در ایتالیا است که در Between Sicily and Tunisia واقع شده‌است.